# IC 1087
IC 1087 је лентикуларна галаксија у сазвјежђу Дјевица која се налази на листи објеката дубоког неба у Индекс каталогу.
Деклинација објекта је + 3° 46' 38" а ректасцензија 15h 6m 43,8s. Привидна величина (магнитуда) објекта IC 1087 износи 14,8 а фотографска магнитуда 15,8. IC 1087 је још познат и под ознакама MCG 1-38-31, CGCG 49-2, NPM1G +03.0466, PGC 53952.